# Иракинда
Ираки́нда (эвенк. Ирэкиӈдэ) — посёлок в Муйском районе Бурятии. Входит в городское поселение «Посёлок Таксимо».

## География
Расположен в 66 км к юго-востоку от посёлка Таксимо, на правом берегу реки Ирокинды (эвенк. Ирэкиӈдэ — «лиственничная»), правого притока Тулдуня (бассейн Витима).

## Население
| 2002 | 2010 |
| ---- | ---- |
| 507  | ↗651 |

## Экономика
Рудник «Ирокинда» компании «Бурятзолото».